# Německá hokejová reprezentace do 20 let
Německá hokejová reprezentace do 20 let je výběrem nejlepších německých hráčů ledního hokeje v této věkové kategorii. Mužstvo v roce 2020 po pěti letech nastoupí v elitní skupině juniorského mistrovství světa. Od roku 1991 nastupuje výběr sjednocenného Německa. V minulosti na elitním šampionátu startovala i Západoněmecká hokejová reprezentace do 20 let – západoněmecký výběr. Ani pod jednou hlavičkou země nikdy nezískala medaili).

## Účast v elitní skupiněmistrovství světa
| MS       | Místo konání                                                                       | Umístění                          |
| -------- | ---------------------------------------------------------------------------------- | --------------------------------- |
| MSJ 1977 | Československo (Banská Bystrica, Zvolen)                                           | 6. místo Západní Německo          |
| MSJ 1978 | Kanada (Montréal, Québec, Hull)                                                    | 7. místo Západní Německo          |
| MSJ 1979 | Švédsko (Karlstad, Karlskoga)                                                      | 7. místo Západní Německo          |
| MSJ 1980 | Finsko (Helsinky, Vantaa)                                                          | 6. místo Západní Německo          |
| MSJ 1981 | Západní Německo (Füssen, Kaufbeuren, Augsburg, Landsberg, Kempten, Oberstdorf)     | 5. místo Západní Německo          |
| MSJ 1982 | USA (New Ulm, Rochester, Duluth, Minneapolis) a Kanada (Winnipeg, Kenora, Brandon) | 7. místo Západní Německo          |
| MSJ 1983 | SSSR (Leningrad)                                                                   | 7. místo Západní Německo          |
| MSJ 1984 | Švédsko (Norrköping, Nyköping)                                                     | 7. místo Západní Německo          |
| MSJ 1985 | Finsko (Helsinky, Turku, Vantaa, Espoo)                                            | 7. místo Západní Německo          |
| MSJ 1986 | Kanada (Hamilton)                                                                  | 8. místo (sestup) Západní Německo |
| MSJ 1988 | SSSR (Moskva)                                                                      | 7. místo Západní Německo          |
| MSJ 1989 | USA (Anchorage)                                                                    | 8. místo (sestup) Západní Německo |
| MSJ 1992 | Německo (Füssen, Kaufbeuren)                                                       | 7. místo                          |
| MSJ 1993 | Švédsko (Gävle, Falun, Uppsala, Bollnäs)                                           | 7. místo                          |
| MSJ 1994 | Česko (Ostrava, Frýdek-Místek)                                                     | 7. místo                          |
| MSJ 1995 | Kanada (Red Deer, Calgary, Edmonton)                                               | 7. místo                          |
| MSJ 1996 | USA (Boston, Amherst, Marlboro)                                                    | 8. místo                          |
| MSJ 1997 | Švýcarsko (Ženeva, Morges)                                                         | 9. místo                          |
| MSJ 1998 | Finsko (Helsinky, Hämeenlinna)                                                     | 10. místo (sestup)                |
| MSJ 2003 | Kanada (Halifax, Sydney)                                                           | 10. místo (sestup)                |
| MSJ 2005 | USA (Grand Forks, Thief River Falls)                                               | 9. místo (sestup)                 |
| MSJ 2007 | Švédsko (Leksand, Mora)                                                            | 9. místo (sestup)                 |
| MSJ 2009 | Kanada (Ottawa)                                                                    | 9. místo (sestup)                 |
| MSJ 2011 | USA (Buffalo)                                                                      | 10. místo (sestup)                |
| MSJ 2013 | Rusko (Ufa)                                                                        | 9. místo                          |
| MSJ 2014 | Švédsko (Malmö)                                                                    | 9. místo                          |
| MSJ 2015 | Kanada (Montreal, Toronto)                                                         | 10. místo (sestup)                |
| MSJ 2020 | Česko (Ostrava, Třinec)                                                            | 9. místo                          |
| MSJ 2021 | Kanada (Edmonton)                                                                  | 6. místo                          |
| MSJ 2022 | Kanada (Edmonton, Red Deer)                                                        | 6. místo                          |
| MSJ 2023 | Kanada (Halifax, Moncton)                                                          | 8. místo                          |
| MSJ 2024 | Švédsko (Göteborg)                                                                 | 9. místo                          |
| MSJ 2025 | Kanada (Ottawa)                                                                    | 9. místo                          |

## Hráči ocenění na turnajích MS "20"
- 1981 - Dieter Hegen (nejproduktivnější hráč)
- 2021 - Tim Stützle (nejlepší útočník, All star tým)

## Individuální rekordy na MSJ
(pouze elitní skupina)

### Celkové
Utkání: 26, Jochen Hecht (1994, 1995, 1996, 1997)
Góly: 15, Dieter Hegen (1981, 1982)
Asistence: 13, Alexander Serikow (1993, 1994, 1995)
Body:  19, Gerd Truntschka (1977, 1978)
Trestné minuty: 63, Sven Felski (1993, 1994)
Vychytaná čistá konta: 2, Henrik Hane (2020)
Vychytaná vítězství: 4, Marvin Cüpper (2013, 2014)

### Za turnaj
Góly: 8, Dieter Hegen (1981)
Asistence: 9, Alexander Serikow (1995)
Body: 12, Florian Keller (1996)
Trestné minuty: 53, David Wolf (2009)
Vychytaná čistá konta: 2, Henrik Hane (2020)
Vychytaná vítězství: 3, Marvin Cüpper (2014) a Henrik Hane (2020)

## Souhrn výsledků v nižší divizi
Vinou sestupů se již v minulosti několikrát ocitl celek v druhé výkonnostní skupině MS, do roku 2000 označované jako B-skupiny – dnes nese název 1. divize.
Západní Německo
- 1987 Rouen (Francie) – 1. místo (postup)
- 1990 Bad Tölz a Geretsried (Německo) – 2. místo

Německo
- 1991 Tychy a Osvětim (Polsko) – 1. místo (postup)
- 1999 Székesfehérvár a Dunaújváros (Maďarsko) – 4. místo
- 2000 Minsk (Bělorusko) – 2. místo
- 2001 Füssen a Landsberg (Německo) – 2. místo
- 2002 Zeltweg a Kapfenberg (Rakousko) – 1. místo (postup)
- 2004 Berlín (Německo) – 1. místo (postup)
- 2006 Bled (Slovinsko) – 1. místo (postup)
- 2008 Bad Tölz (Německo) – 1. místo (postup)
- 2010 Megève a Saint-Gervais-les-Bains (Francie) – 1. místo (postup)
- 2012 Garmisch-Partenkirchen (Německo) – 1. místo (postup)
- 2016 Vídeň  (Rakousko) – 5. místo
- 2017 Bremerhaven (Německo) – 2. místo
- 2018 Courchevel, Méribel (Francie) – 3. místo
- 2019 Füssen (Německo) – 1. místo (postup)